# S/2004 S 17
S/2004 S 17 es un satélite natural de Saturno. Su descubrimiento fue anunciado por Scott S. Sheppard, David C. Jewitt, Jan Kleyna, y Brian G. Marsden el 4 de mayo de 2005, a partir de observaciones tomadas entre el 13 de diciembre de 2004 y el 5 de marzo de 2005.
S/2004 S 17 tiene alrededor de 4 kilómetros de diámetro y orbita Saturno a una distancia media de 10.099.000 kilómetros en 985,453 días, con una inclinación orbital de 167° con respecto a la eclíptica (162º con respecto al ecuador de Saturno), en sentido retrógrado y con una excentricidad orbital de 0,226.